# Exordio el Tritón
El Exordio el Tritón o simplemente, el Tritón, es una escultura ubicada en Las Palmas de Gran Canaria, España. Está emplazada a la entrada de la ciudad, en la punta de Palo, junto la playa de la Laja.

## Historia
La obra, creada por el escultor Manuel González, denota la fuerte conexión de la ciudad capitalina con el mar. Asimismo, el color verde marino que ha adquirido con el tiempo dada la corrosión del material, sintetiza la estatua tanto con el césped de los alrededores como con el mar. La escultura fue inaugurada en 2011. En su última fase, el tritón vio modificada su estructura, siendo añadida una ola que sobresale de la estructura principal hacia el mar. 

## Especificaciones
El Exordio el Tritón está compuesto principalmente de bronce, un material resistente y duradero que, con el tiempo, adquiere el deseado color verde. Tiene una altura total de 10m, estando elevada sobre un montículo de césped natural, rodeado de caminos pavimentados, zonas verdes y un rocódromo, actualmente en desuso y vandalizado. Cuenta con un aparcamiento para vehículos y un acceso desde la avenida marítima de Las Palmas y desde la Playa de la Laja.

#### Etimología del nombre
La escultura representa un tritón, una criatura parte humano parte pez. La figura del tritón representa la sintonía y unión especial que hay entre la ciudad de Las Palmas y el mar.
La palabra exordio proviene del latín exordium, que significa "comienzo" o "introducción". En términos generales, un exordio es el inicio de algo, y se usa especialmente en el contexto de la retórica para referirse a la introducción de algo. 
En el caso de El Exordio El Tritón, el uso de la palabra denota la idea de un "comienzo" o una "presentación", posiblemente simbolizando un nuevo inicio o un acto de emerger desde el mar. Esto puede interpretarse nuevamente como una alusión al espíritu de renovación constante y la conexión de Las Palmas de Gran Canaria con el océano.

## Significado e importancia para la ciudad
El Tritón no solo es uno de los principales símbolos de la ciudad, si no que también funciona como guía visual para locales y turistas. El hecho de que señala directamente al centro de la ciudad lo hace ver como “el guardián de la ciudad”; Se podría decir que da la bienvenida a la misma. Su imponente altura y elevación natural hace que sea fácilmente visto desde las zonas más meridionales de la ciudad, siendo uno de los símbolos más importantes del distrito Vegueta, Cono Sur y Tafira, junto al propio barrio histórico de Vegueta y Lady Harimaguada, otra escultura situada a las afueras del centro de la ciudad.